# Leptocerus chyamavadata
Leptocerus chyamavadata är en nattsländeart som beskrevs av Schmid 1987. Leptocerus chyamavadata ingår i släktet Leptocerus och familjen långhornssländor. Inga underarter finns listade i Catalogue of Life.